# Elias de Solier
Elias de Solier o Helias de Solier (fl. XV secolo) è stato un trovatore occitano del XV secolo partecipante ai Jeux floraux di Tolosa nel 1464 con un sirventes (Canso de plangh del gran foc de Tholosa), premiato con l'englandina dal Consistori.
Canso de plangh del gran foc de Tholosa
Il tema della canzone è quello dell'incendio che aveva colpito una parte della città. Per quanto concerne la struttura metrica, essa è composta da nove stanze di sette versi ottonari, con schema metrico ABBCAAC DEECDDC FGGCFFC, ecc, cioè, ogni stanza ripete la stessa rima (ossitona) in -es ai versi 4° e 7°. Le altre rime sono tutte femminili o parossitone.
             Am dolor, ses trobar pausa,

             Bezen lengoys de Tholoza,

             bel cantar am botz ploroza

             del peryment de tant bes;

             holas que guardar laguausa,

             en grens sospirs se repausa,

             contemplan lo foc en gres.

             Qui bic jamay tal destressa

             ni causa tant desquausida

             jamay plus no foc ausida,

             quen soulat fayso bengues.

             nos posible ques refessa,

             de cent ans la gran rudessa

             quel foc en dos jorns comes.

             [...]